# UWC México 26
UWC México 26: Verdugo vs. Barahona fue un evento de artes marciales mixtas producido por Ultimate Warrior Challenge México, que se llevó a cabo el 30 de abril de 2021 en el Entram Gym de Tijuana, Baja California, México.